# Sonate pour harpe de Tailleferre
Pour les articles homonymes, voir Sonate pour harpe.
La Sonate pour harpe est une œuvre de Germaine Tailleferre pour harpe solo composée en 1953.

## Histoire
La Sonate est une commande du harpiste Nicanor Zabaleta. Enchanté du succès qu'il a rencontré en jouant le Concertino pour harpe et orchestre de Germaine Tailleferre, il demande à la compositrice de lui écrire une sonate.
« Si elle avait fréquemment utilisé la harpe dans ses compositions orchestrales jusque-là, Tailleferre ne s’était pas encore penchée sur ses multiples possibilités expressives. » Le résultat donne « une pièce virtuose exigeant de l’interprète beaucoup d’endurance ». De plus, « la palette sonore de la compositrice révèle des harmonies d’une grande sensualité et un travail constant sur les formes ». On y retrouve aussi l'influence du jazz, de l'imaginaire du cirque et l'influence des machines sur la musique.
La même année, Germaine Tailleferre reprend la partition de cette sonate et l'adapte pour en faire un Concerto pour soprano et orchestre, qui sera joué et enregistré à la radio le 24 mai 1955, avec pour soliste Jeanine Micheau et l'Orchestre national de la RTF dirigé par Gaston Poulet.

## Structure
La sonate comprend trois mouvements :
1. Allegretto, mouvement aux nuances contrastées et silences impromptus, « jeu des feintes, qui rejoint l'esprit du XVIIIe siècle[5] » ;
2. Lento, mouvement « charmeur, dans la demi-teinte[5] », qui rappelle Erik Satie ;
3. Perpetuum mobile / Allegro gaiement, mouvement perpétuel « plein de gaieté[5] ».

## Discographie
- Isabelle Moretti, Récital de harpe, Harmonia mundi, 1987.
- Maria Graf, Recital, Philips Classics, 1991.
- Elinor Bennett, Mathias, Santa Fe Suite, Nimbus Records, 1994.
- Jennifer Cass, The Music of Germaine Tailleferre, Helicon Records, 1997.
- Claudia Antonelli, Harp XX, Arts Music, 1999.
- Gabriella Bosio, Tailleferre : musique pour piano, harpe, chant, Nuova Era internazionale, 2000.
- Valérie Milot, Musique de chambre pour harpe, Analekta, 2011.
- Jennifer Swartz, Harpe, Atma Classique, 2014.